# Komlói kistérség
A Komlói kistérség egy kistérség volt Baranya megyében, központja Komló volt. 2014-ben az összes többi kistérséghez hasonlóan megszűnt.

## Települései
| Bodolyabér | Egyházaskozár | Hegyhátmaróc | Hosszúhetény  | Kárász          |
| Komló      | Köblény       | Liget        | Magyaregregy  | Magyarhertelend |
| Magyarszék | Mánfa         | Máza         | Mecsekpölöske | Szalatnak       |
| Szárász    | Szászvár      | Tófű         | Vékény        |                 |